# Steven Parent
Steven Earl Parent (* 12. Februar 1951; † 9. August 1969 in Los Angeles, Kalifornien) wurde als eines der Opfer der Tate-Morde bekannt, die von Mitgliedern der Manson Family verübt worden waren. 

## Leben
Steven Parent war Sohn des Bauunternehmers Wilfred Elmer Parent (1925–2023) und Juanita Delee Parent, geb. Jones (1924–1984). Er hatte zwei jüngere Geschwister. Steven galt als ein „typischer amerikanischer Teenager“ der 1960er-Jahre: Ein rothaariger, eher schüchterner Junge mit Hornbrille. Steven beschäftigte sich bevorzugt mit Musik und Elektrotechnik, allerdings auch mit dem illegalen Verkauf von elektrischen Geräten, weshalb er oft mit dem Gesetz in Konflikt kam. Er wurde mehrere Male wegen kleinerer Diebstähle und anderer Delikte verhaftet und verbrachte einige Zeit im Jugendvollzug, wo er sich überragende Kenntnisse in der Elektronik und Elektrotechnik verschaffte. Bekannte bezeichneten ihn als „überdurchschnittlich talentiert“. Im Sommer 1969 machte Parent seinen Abschluss an der Arroyo Highschool in El Monte.

## Der Mord
Steven Parent stand eigentlich in keiner direkten Verbindung zu dem prominenten Ehepaar Sharon Tate/Roman Polański oder deren Freunden. Er war ein Bekannter von William Garretson, dem Hauswart des Anwesens der Polanskis am Cielo Drive. Am Abend des Mordes, in der Nacht vom 8. zum 9. August 1969, machte Parent einen kurzen Besuch bei Garretson, um ihm Geräte zu verkaufen, als er von der Manson Family überfallen und von Charles Watson, einem Mitglied der Family, mit vier Schüssen aus einem Revolver in seinem Wagen getötet wurde. 
Die Eltern von Steven Earl Parent gingen jahrelang gerichtlich dagegen vor, wie der Mord an ihrem Sohn von den behördlichen Instanzen behandelt wurde, und kritisierten, dass die Medien bevorzugt die prominenten Opfer in ihrer Berichterstattung abhandelten und ihr Sohn vergessen würde.
Steven Parent wurde am 13. August 1969 auf dem Queen of Heaven Cemetery in Rowland Heights, Kalifornien beigesetzt.